# ET Aquarii

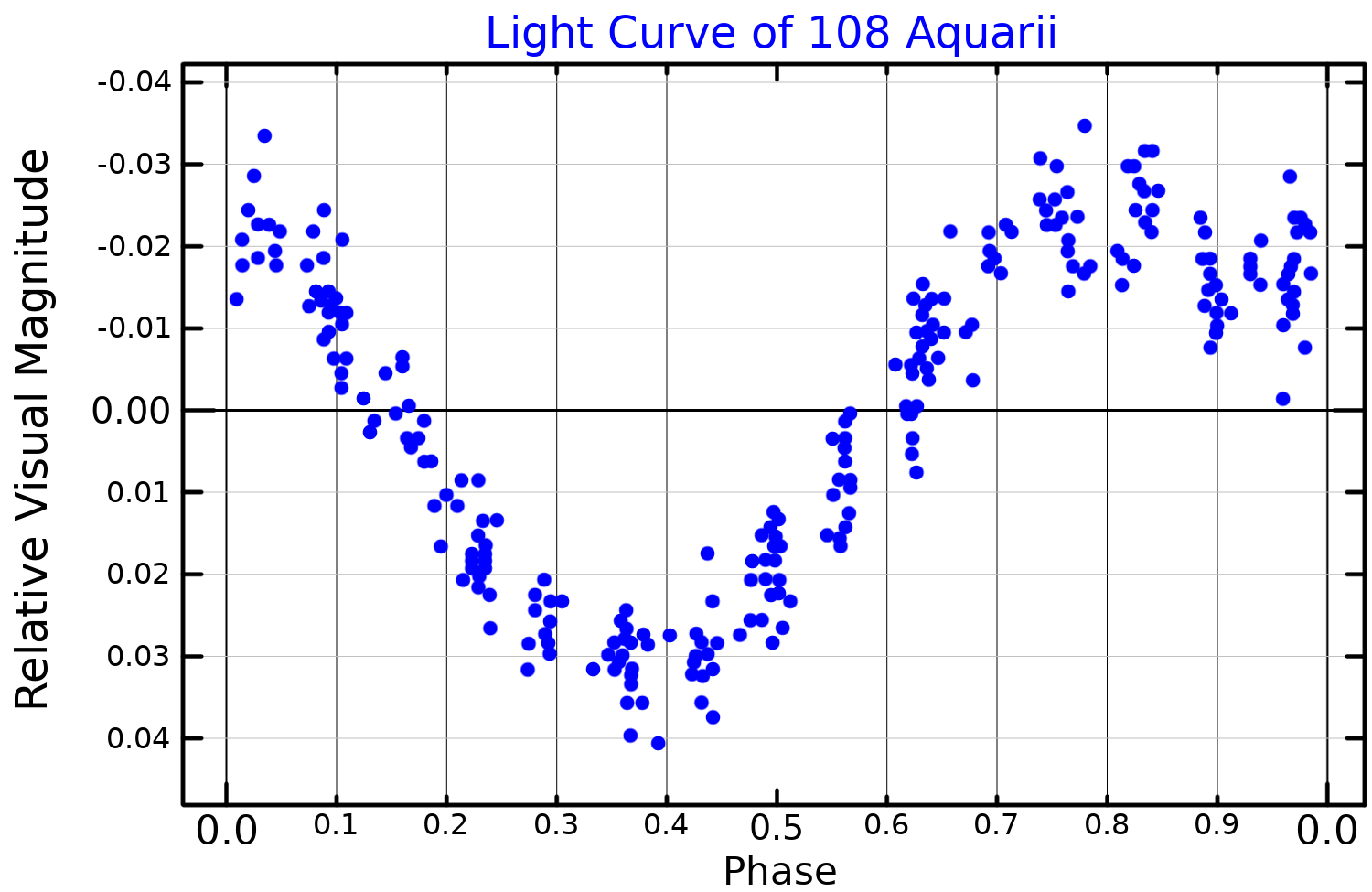
Curvatura de la luz

ET Aquarii (ET Aqr / i3 Aquarii / 108 Aquarii / HD 223640) es una estrella variable en la constelación de Acuario. Se encuentra a 321 años luz de distancia del sistema solar.
ET Aquarii es una estrella químicamente peculiar, es decir, una estrella de la secuencia principal —en su núcleo se produce la fusión nuclear del hidrógeno en helio— pero cuya abundancia en metales es anómala. En concreto, es una estrella Ap con una temperatura efectiva de 12.240 K que muestra una sobreabundancia de silicio, estroncio y cromo.
Alioth (ε Ursae Majoris) es la representante más brillante de esta clase de estrellas.
Con un radio de 3,2 radios solares, brilla con una luminosidad 135 veces superior a la del Sol.
Su velocidad de rotación proyectada, 28 km/s, es más lenta que la de otras estrellas de tipo A, lo que es característico de estrellas Ap.
Tiene una masa 3,2 veces mayor que la masa solar y su edad se estima en sólo 130 millones de años.
Catalogada como variable Alfa2 Canum Venaticorum, la rotación de ET Aquarii hace que su brillo varíe entre magnitud aparente +5,12 y +5,21 en un período de 3,73524 días. La componente principal de Cor Caroli (α2 Canum Venaticorum) es el prototipo de este tipo de variables.